# トーステン・J・パットベッグ

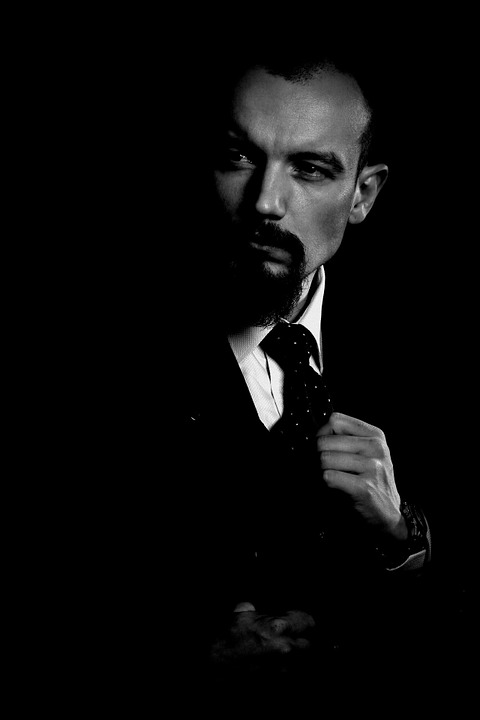
トーステン・J・パットベッグ

トーステン・J・パットベッグ（Thorsten J. Pattberg, 1977年 - ）は、ドイツの哲学者・言語学者・比較文化研究者・評論家。『東西二分法』の著者。

## 背景
パットベッグはスコットランドのエディンバラ大学と、中華人民共和国の復旦大学・北京大学で、言語学やサンスクリット語を学び、アジアについて研究した。北京大学では季羨林と杜維明に師事し、2012年に博士学位を取得した。東京大学とハーバード大学の訪問研究員。

## 研究
パットベッグの研究分野は、文化帝国主義と言語学である。 彼は特定の中国語の主要用語（例えば「圣人 shengren」）は翻訳できないと考えている。代わりに、より多くの中国語（及びその他の東アジア各言語の主要用語）が西洋の辞書に入り、外来語となるべきであると考えている。

## 著書
- The East-West Dichotomy: The Conceptual Contrast Between Eastern and Western Cultures. Beijing: Foreign Language Press. 2013. ISBN 9787119085821.
- Shengren: Beyond Philosophy and Above Religion. New York: LoD Press. 2011. ISBN 978-0984209118.
- Lingualism: A New Frontier in Culture Studies. Asia Pacific World. Tokyo: Berghahn. Vol. 4, No. 1, pp. 32-35. 2013

## 論文
- Language Imperialism: "Democracy" in China. The Japan Times. Tokyo. Nov 17, 2011.
- Translation Distort the Reality. China Daily. Beijing. Feb 22, 2013.
- Western Translations Distort China's Reality. The Korea Herald. Seoul. Apr 30, 2013.
- Chinese Dream May Get Lost In Translation. Global Times. Beijing. Jul 2, 2013.
- The End of Translation. Asia Times. Hong Kong. Sep 29, 2012.